# Пхатхана Інтхавонг
Пхатхана Інтхавонг (15 липня 1997) — лаоський плавець.
Учасник Олімпійських Ігор 2012 року.